# Muuh – Das Tiermagazin
Muuh – Das Tiermagazin war eine deutsche Fernseh-Magazinsendung, die zwischen 1996 und 1998 produziert wurde und in Zusammenarbeit mit dem WWF entstanden ist. Moderiert wurde die Sendung von Ralph Caspers.

## Konzept
Das Magazin richtete sich an Kinder und berichtete über Tiere aus aller Welt.

## Produktion und Veröffentlichung
Die Sendung wurde zwischen 1996 und 1998 in Deutschland produziert und sonntags um 17 Uhr auf Super RTL ausgestrahlt. Später wurde sie noch weitere Jahre im Morgenprogramm wiederholt. Insgesamt wurden 88 Folgen produziert.